# Karsten Thurfjell

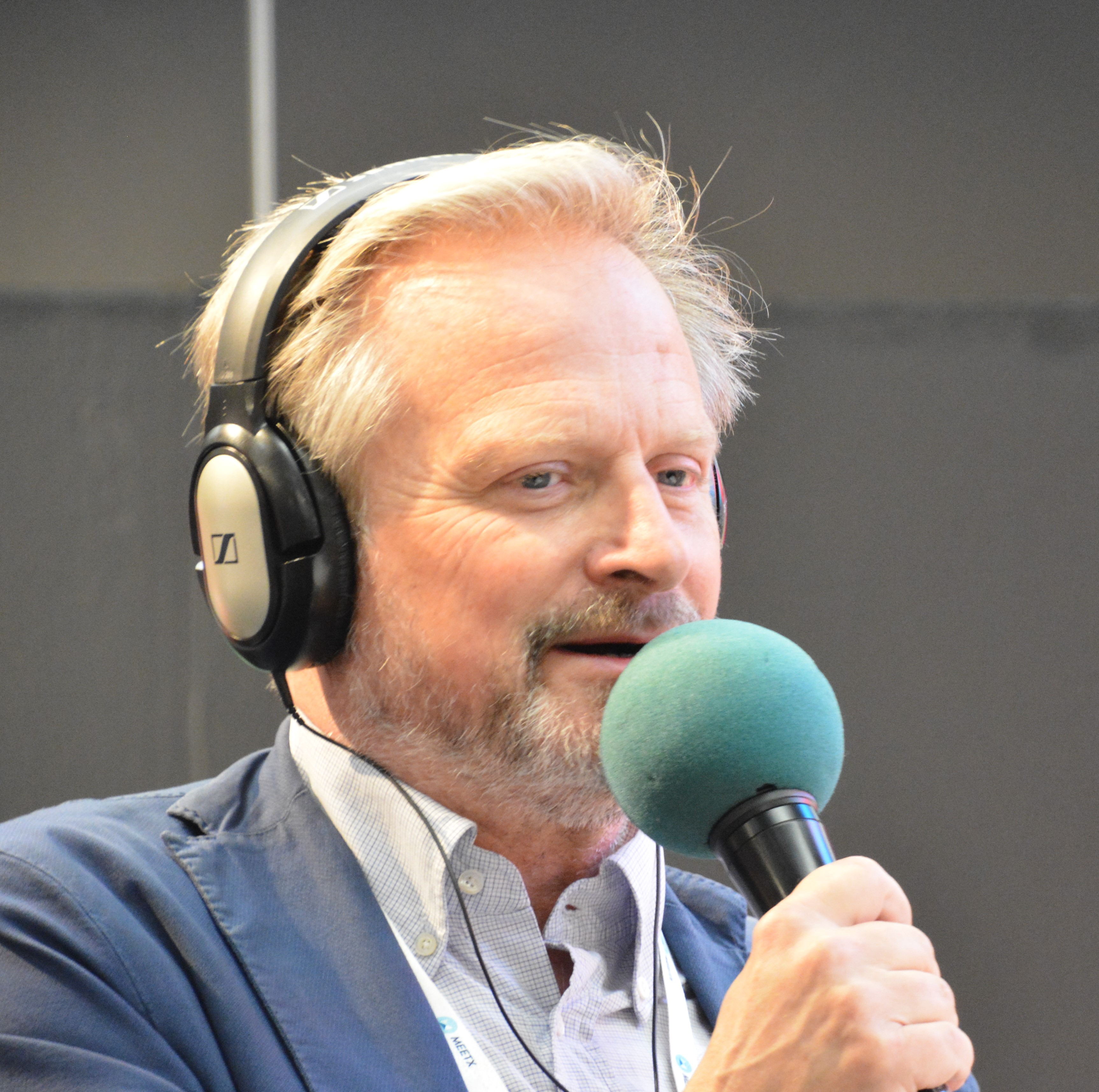
Karsten Thurfjell under sändning av "Fråga oss om kultur" i Sveriges Radios P1 på Bokmässan i Göteborg 2019.

Per Karsten Thurfjell, född 23 oktober 1955 i Örebro Sankt Nikolai församling, Örebro län, är producent och redaktör på Sveriges Radios kulturredaktion. Han är också skribent inom vin, mat och konst.
Thurfjell har utgett ett antal böcker, bland annat Skogens mat, tillsammans med Gert Klötzke, och Kocklandslagets underbara värld : en resa genom främmande kök 2000 tillsammans med Kocklandslaget.
Inför varje julafton mellan 1990 och 2023 sände Thurfjell tillsammans med Gunnar Bolin en uppesittarkväll i Sveriges Radio P1. De besökte olika platser i Europa och vävde samman sina upplevelser med trams, uppläsningar och musik.
Han erhöll 1997 Guldpennan från Gastronomiska Akademien, där han också sedan 2009 sitter på tallrik nummer 4.
Thurfjell utsågs 2022 av Sällskapet Närkingarne till "Årets Närking i Stockholm".
Brorsdottern Greta Schüldt är journalist på Dagens Nyheters kulturredaktion sedan 2016, tidigare på Nöjesguiden.